# Bürgerwelten

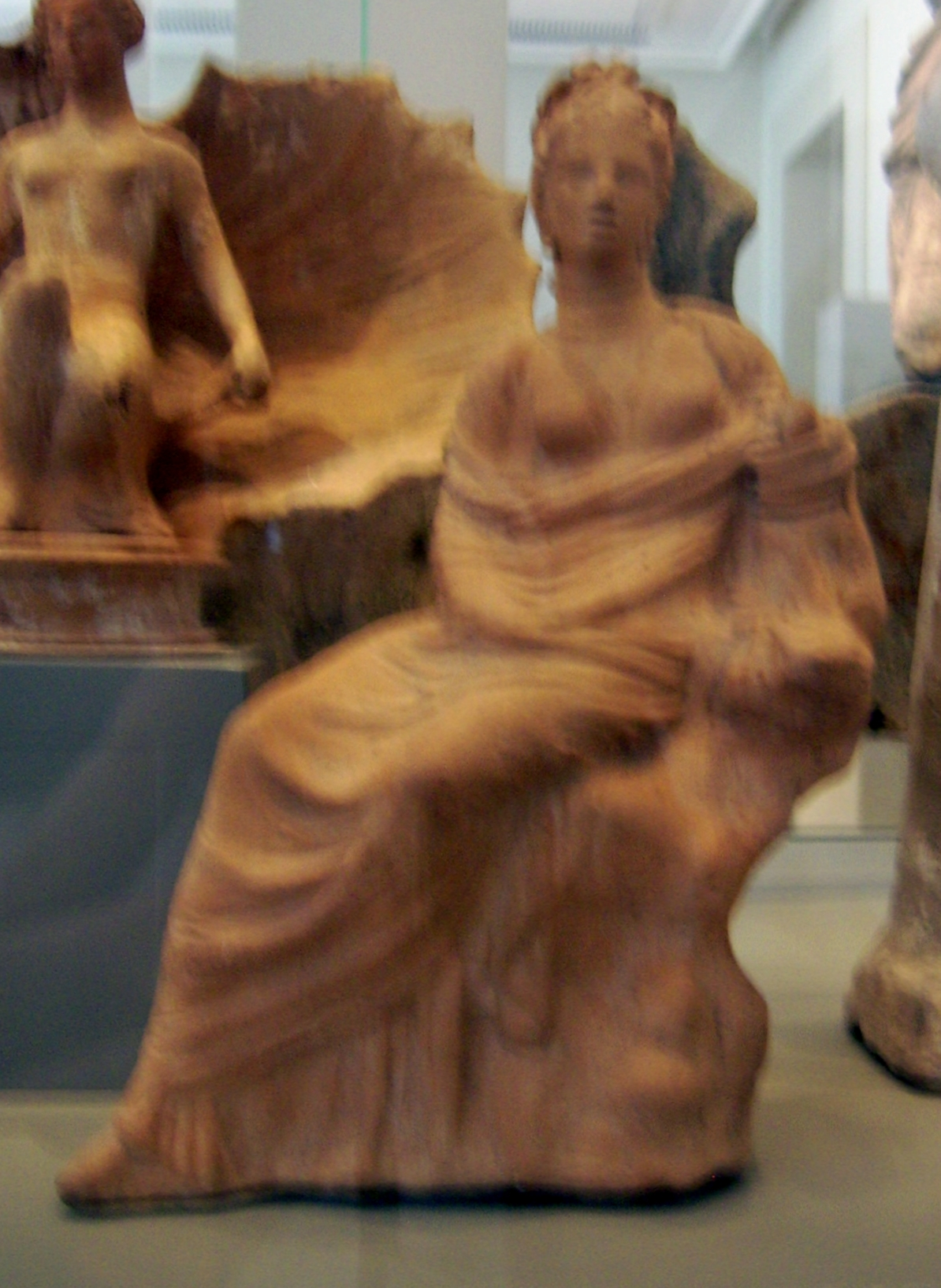
Tanagrafigur aus der Antikensammlung Berlin

Bürgerwelten (in der Langfassung Bürgerwelten. Hellenistische Tonfiguren und Nachschöpfungen im 19. Jahrhundert) war eine 1994 in Berlin gezeigte Sonderausstellung archäologischer Kunst.
Die von Gerhard Zimmer und Irmgard Kriseleit konzipierte und durchgeführte Ausstellung der Antikensammlung Berlin wurde vom 29. Januar bis zum 30. April 1994 in der damaligen Zweigniederlassung in Berlin-Charlottenburg gezeigt. Bürgerwelten stellte Tanagra-Figuren (nach der griechischen Stadt Tanagra benannte Terrakottafiguren) und Kopien von Tanagra-Figuren aus dem 19. Jahrhundert aus. Vom 6. Dezember 1995 bis 25. Februar 1996 wurde die Ausstellung, veranstaltet vom Museum für Ur- und Frühgeschichte Freiburg und dem Archäologischen Institut der Universität Freiburg, auch in der Universitätsbibliothek Freiburg gezeigt.
Die Ausstellung zeigte zum ersten Mal eine Gegenüberstellung der Originale und der Fälschungen der nach dem Zweiten Weltkrieg auf Ost- und West-Berlin verteilten Sammlung antiker Kunst. Nach der Wende wurde zunächst eine enge Zusammenarbeit beschlossen. Die Ausstellung Bürgerwelten war eines der ersten Ergebnisse dieser Zusammenarbeit. Dank neuer naturwissenschaftlicher Methoden konnte im Rathgen-Forschungslabor für TL-Analyse in damals noch getrennten Sammlungen in einer Reihenuntersuchung eine zweifelsfreie Trennung der gefälschten Werke aus dem 19. Jahrhundert von den echten Werken aus der Antike vorgenommen werden. Die Ausstellung setzte eine mehr als hundertjährige Erforschung antiker Terrakotten in der Berliner Antikensammlung fort.